# Österreichische Beamtenversicherung
Die Österreichische Beamtenversicherung (ÖBV) - ist ein Versicherungsverein auf Gegenseitigkeit. Die ÖBV versichert seit ihrer Gründung die Bediensteten des öffentlichen Sektors, aber auch alle anderen aus dem nichtöffentlichen Bereich können die Angebote der ÖBV nutzen. Als Versicherungsverein auf Gegenseitigkeit (VVaG) ist die ÖBV einem solidarischen Prinzip verpflichtet und verfolgt ausschließlich die Interessen ihrer Mitglieder.

## Geschichte
Die ÖBV wurde 1895 im Rahmen einer vorgewerkschaftlichen Standesvertretung als Unterstützungsverein für Beamte zur Versicherung von Begräbnisgeldern gegründet. Schon damals
waren Beamte der Finanzverwaltung, der Post, der Polizei und des Gerichtswesens im Verein tätig – Berufsgruppen, die heute noch zur wichtigsten Kundenklientel der ÖBV zählen. In der Nachkriegszeit intensivierte sich die Zusammenarbeit mit den im Aufbau befindlichen Gewerkschaften des Öffentlichen Dienstes, der Post- und Telegraphenbediensteten und der Eisenbahner.

## Unternehmen
Die ÖBV ist eine unabhängige, österreichische Versicherung. Die Rechtsform der ÖBV sichert eine von Aktionärsinteressen unabhängige, langfristige und gemeinschaftsorientierte Unternehmenspolitik. Das Gleichschalten von Kunden- und Eigentümerinteressen ermöglicht der ÖBV ein nachhaltiges Wirtschaften.
Die Produktpalette der ÖBV umfasst Lebens- und Unfallversicherungen sowie Pensions- und Zukunftsvorsorge. Ihre Tochtergesellschaft ÖBV Selekt vermittelt vor allem in den Bereichen Kranken-, Rechtsschutz-, Haftpflichtversicherungen sowie den gesamten Sachversicherungsbereich. Für Beamte und Vertragsbedienstete des öffentlichen Sektors vermittelt die ÖBV Selekt Spezialprodukte wie die spezielle Amts- und Organhaftpflichtversicherung. Außerdem bietet die ÖBV Unfallversicherung – ohne Mehrkosten – einen Versicherungsschutz bei berufsbedingt erhöhtem Unfallrisiko. Das betrifft etwa Berufssoldaten und Polizisten, den Entminungs- und Entschärfungsdienst, Beschäftigte der Gewerkschaft vida aus dem Verkehrsbereich, Gesundheits-, Heil- und Pflegeberufe und Soziale Dienste.
Die ÖBV arbeitet eng mit Gewerkschaften, Personalvertretungen und Betriebsräten des öffentlichen Sektors in Österreich zusammen. Sie treffen im Aufsichtsrat und in der Versammlung der Mitgliedervertretung wichtige Entscheidungen.
Landesdirektionen und Geschäftsstellen gibt es in allen Bundesländern.
Die ÖBV ist nicht ident mit der „Versicherungsanstalt öffentlich Bediensteter“, der österreichischen Pflichtversicherung für öffentlich Bedienstete.